# Acanthogammarus
Acanthogammarus is een geslacht van vlokreeften uit de familie van de Acanthogammaridae.

## Soorten
- Acanthogammarus (Acanthogammarus) albus (Garjajeff, 1901)
- Acanthogammarus (Acanthogammarus) godlewskii (Dybowsky, 1874)
- Acanthogammarus (Acanthogammarus) gracilispinus Tachteew, 2001
- Acanthogammarus (Ancyracanthus) lappaceus Tachteew, 2001
- Acanthogammarus (Ancyracanthus) longispinus Tachteew, 2001
- Acanthogammarus (Ancyracanthus) maculosus Dorogostaisky, 1930
- Acanthogammarus (Ancyracanthus) victorii Dybowsky, 1874